# Romola Garai
Romola Sadie Garai (født 6. august 1982 i Hong Kong) er en britisk skuespillerinde og model. Hun er kendt for sine roller i Amazing Grace, Atonement og Glorious 39 og for sin optræden i tv-filmen Emma.

## Opvækst
Garai blev født i Hong Kong,, som datter af Janet, en journalist, og Adrian Garai, en bankmand. Hendes fornavn er pigeudgaven af Romulus, en af Roms grundlæggere. Garais far er af ungarsk-jødisk slægt; og hendes oldefar var Bert Garai, grundlæggeren af nyhedsbureauet Keystone Press.
Garai er den tredje ud af fire børn. Hun flyttede med sin familie til Singapore som 5-årig, før hendes familie vendte tilbage til Wiltshire i England, da hun var otte. Hun gik på en kostskole, Stonar School in Wiltshire, flyttede som 16-årig til London, hvor hun gik på City of London School for Girls, hvor hun fuldførte sine A-niveau-fag. Hun var glad for dramatimerne og medvirkede i skoleforestillinger og var også med i National Youth Theatre indtil hun blev atten, hvor hun blev opdaget af en agent, som sendte hende væk for at spille den yngre version af Dame Judi Denchs karakter i den anmelderroste BBC Films/HBO produktion; The Last of the Blonde Bombshells.
Efter sine A-niveau-fag, studerede Garai engelsk litteratur på Queen Mary, University of London, før hun blev overflyttet og blev student fra Open University. Hun havde oprindeligt kun fokus på hendes studier, men snart begyndte hun at spille skuespil på fuld tid igennem sommerferien. Garai er også tidligere model.

## Filmografi
| År   | Film                                  | Rolle                       | Bemærkninger |
| ---- | ------------------------------------- | --------------------------- | --- |
| 2000 | The Last of the Blonde Bombshells     | Elizabeth som ung           | Tv-film |
| 2000 | Attachments                           | Zoe Atkins                  | Tv-serie |
| 2001 | Perfect                               | Charlotte                   | Tv-film |
| 2002 | Daniel Deronda                        | Gwendolen Harleth           | Tv-serie (3 episoder) |
| 2002 | Nicholas Nickleby                     | Kate Nickleby               | National Board of Review - Best Acting by an Ensemble                                                                       |
| 2003 | I Capture the Castle                  | Cassandra Mortmain          | Nomineret— ALFS Award for British Newcomer of the Year Nomineret British Independent Film Award for Most Promising Newcomer |
| 2004 | Dirty Dancing: Havana Nights          | Katey Miller                | |
| 2004 | Vanity Fair                           | Amelia Sedley               | |
| 2004 | Inside I'm Dancing                    | Siobhan                     | ALFS Award for British Supporting Actress of the Year Nomineret British Independent Film Award for Best Supporting Actress  |
| 2005 | Midsummer Dream                       | Helena                      | stemme (engelske version)                                                                                                   |
| 2005 | The Incredible Journey of Mary Bryant | Mary Bryant                 | Tv-miniserie |
| 2006 | Renaissance                           | Ilona Tasuiev               | stemme |
| 2006 | Scoop                                 | Vivian                      | |
| 2006 | As You Like It                        | Celia                       | |
| 2006 | Amazing Grace                         | Barbara Spooner             | |
| 2007 | Angel                                 | Angel Deverell              | Nomineret — Prix Lumiere for Best Female Newcomer                                                                           |
| 2007 | Running for River                     | Blair                       | ' |
| 2007 | Atonement                             | Briony Tallis - som 18-årig | Nomineret — Evening Standard British Film Award for Best Actress                                                            |
| 2008 | The Other Man                         | Abigail                     | |
| 2008 | Great Performances                    | Cordelia                    | Tv-serie (1 episode: "King Lear")                                                                                           |
| 2009 | Glorious 39                           | Anne Keyes                  | |
| 2009 | Emma                                  | Emma                        | Nomineret — Golden Globe Award for Best Actress in a Mini-Series or Motion Picture made for Television                      |
| 2011 | Junkhearts                            | Christine                   | post-production |
| 2011 | One Day                               | Sylvie                      | |
| 2011 | The Hour                              | Bel Rowley                  | Tv-serie (1 episode: "Pilot")                                                                                               |
| 2011 | The Crimson Petal and the White       | Sugar                       | Tv-miniserie (4 episoder)                                                                                                   |